# 金沟河镇
金沟河镇，是中华人民共和国新疆维吾尔自治区塔城地区沙湾市下辖的一个乡镇级行政单位。

## 行政区划
金沟河镇下辖以下地区：
南五宫村、二道湾村、兴奋村、宋圣宫村、南头道河子村、东戈壁村、曹家坡村、泉水沟村、金沟河村、沙河子村、北头道河子村、三道湾村、洪沟村、南干梁村和柳树沟村。